# 和田桜子
和田 桜子（わだ さくらこ、2001年3月8日 - ）は、日本の元アイドル、元歌手で、ハロー!プロジェクトに所属していたこぶしファクトリーの全活動期（2015年 - 2020年）のメンバー。公式ニックネームはわださく。メンバーカラーはグリーン。
愛知県出身。血液型B型。身長163.5cm。アップフロントプロモーションに所属していた。

## 略歴
2012年
- 9月、「モーニング娘。11期メンバー『スッピン歌姫』オーディション」に応募するも、落選[1]。
- 12月、ハロプロ研修生に加入。
- 12月9日、Shibuya O-EASTで開催された『ハロプロ研修生 発表会 2012〜12月の生タマゴShow!〜』にて、金澤朋子、一岡伶奈、牧野真莉愛、加賀楓、岸本ゆめのとともに新メンバーとして紹介された[2]。

2014年
- 『モーニング娘。'14コンサートツアー春〜エヴォリューション〜』に、吉橋くるみ、野村みな美、稲場愛香、新沼希空、段原瑠々とともにチャレンジアクトとして帯同[3]。

2015年
- 1月2日、ハロー!プロジェクトのコンサートツアー『Hello! Project 2015 WINTER』中野サンプラザ公演にて新ユニット（同年2月25日に「こぶしファクトリー」と命名）の結成が発表され、そのメンバーとなる[4]。
- 6月3日公開の『ハロ!ステ#120』にてメンバーカラーが「グリーン」であることを発表[5]。
- 9月2日、シングル『ドスコイ!ケンキョにダイタン/ラーメン大好き小泉さんの唄/念には念（念入りVer.）』でこぶしファクトリーとしてメジャーデビュー[6]。

2019年
- 6月21日、1st写真集「桜子」を発売[7]。

2020年
- 1月8日、同年3月30日をもってこぶしファクトリーが解散すること、また、ハロー!プロジェクト卒業、芸能活動終了を発表[8][9]。
- 3月30日、東京ドームシティホールにて開催された無観客ライブ『こぶしファクトリー ライブ2020 〜The Final Ring!〜』を以ってこぶしファクトリーが解散したことにより、ハロー!プロジェクトを卒業し、芸能活動を引退した[10]。

## 人物
- 『桜子』という名前は父と祖母の推薦によるものである。祖母によると、当時放送されていたドラマ『やまとなでしこ』の松嶋菜々子の役名が桜子であったことから、その名前がよいと考えていたとのこと。
- 趣味は、愛犬とじゃれたり癒されたりすること。愛犬はミニチュアダックスフンドの「和田フォーリンラブ（通称・ラブちゃん）」。
- 特技は手を使わない背泳ぎ。
- 座右の銘は「笑っていれば福来たる」。
- つばきファクトリーの岸本ゆめのとはハロプロ研修生時代の同期であり、異なるグループに昇格した後も親交がある。
- 目標としている先輩は、元℃-uteの岡井千聖。
- 愛称にちなみ、自身のファンのことは「らっこ隊」と称している。
- こぶしファクトリーで一番好きな楽曲に『明日テンキになあれ』、またハロー!プロジェクト全体では、スマイレージの『有頂天LOVE』を挙げている。

## 出演

### ドラマ
- 140秒の世界 〜スカパー！朝のTwitterドラマ傑作選〜（2019年12月2日、BSスカパー）

### 舞台
- 演劇女子部 ミュージカル「Week End Survivor」（2015年3月26日 - 4月5日、シアターグリーン BIG TREE THEATER） - ウララ 役[11]
- JKニンジャガールズ（2017年2月23日 - 3月4日、全労済ホール/スペース・ゼロ）[12] - 百地イブ 役
- 演劇女子部「遙かなる時空の中で6 外伝 〜黄昏ノ仮面〜」（2019年6月14日、サンシャイン劇場） - 友情出演[13]
- こくみん共済 coop ホール／スペース・ゼロ提携公演 演劇女子部「リボーン～13人の魂は神様の夢を見る～」（2019年11月14日 - 24日、こくみん共済 coop ホール／スペース・ゼロ） - クレオパトラ 役

### 映画
- 映画版 JKニンジャガールズ（2017年7月17日公開、東映）[14] - 百地イブ 役

### MV（こぶしファクトリー以外）
- アンジュルム（26thシングル）「恋はアッチャアッチャ」 - 公式 アッチャアッチャ応援隊

## 書籍

### 写真集
- 浜浦彩乃・和田桜子(こぶしファクトリー)ミニ写真集「Greeting-Photobook-」（2016年12月10日、オデッセー出版）[15]
- 桜子（2019年6月21日、オデッセー出版、撮影：岡本武志）[7]

## 参加ユニット
- こぶしファクトリー（2015年 - 2020年）
- シャッフルユニット
  - ハロプロ・オールスターズ（2018年 - 2019年）